# Reversibles Computing
Der Begriff Rechnerreversibilität oder englisch Reversible Computing bezeichnet eine Architektur für Computer, die (wenigstens näherungsweise) reversibel ist, bei deren Berechnungen also aus dem Endresultat auch der Anfangszustand wiederhergestellt werden könnte.
Wichtigste Motivation für die Forschung an reversiblen Rechnerarchitekturen ist der Wunsch, die theoretische Grenze der Energieeffizienz der heutigen Rechnerarchitektur zu umgehen. Dies ist insbesondere im Hinblick auf den Bau von Quantencomputern interessant, da bei diesen die Wärmeentwicklung irreversibler logischer Schaltungen zu Fehlfunktionen führen würde.

## Neumann-Landauer-Grenze
Die heutige Rechnerarchitektur basiert auf irreversibler Logik. Dies bedeutet, dass bei der Durchführung logischer Operationen Information verloren geht. So hat ein einfaches AND zum Beispiel zwei Inputsignale aber nur ein Outputsignal. Es geht also ein Bit verloren und die Anzahl möglicher logischer Zustände reduziert sich von 4 auf 2.
Behandelt man logische Zustände wie physikalische, so gelten für sie die Regeln der Thermodynamik. Also führt eine Reduktion der Anzahl Zustände von 4 auf 2 zu einer Reduktion der Entropie um {\displaystyle \Delta S=k\cdot \ln(2)} (mit k der Boltzmannkonstante). Die Entropiereduktion wiederum verlangt, dass eine Wärmemenge von mindestens {\displaystyle Q=ST=kT\cdot \ln(2)} abgegeben wird. Diese unterste Grenze für die Energie, die pro logischer Operation in modernen Computern eingesetzt wird, heißt Neumann-Landauer-Grenze (nach Rolf Landauer und John von Neumann).

## Reversible logische Prozesse
Logische Operationen müssen nicht irreversibel sein. Man kann reversible logische Operationen definieren und wie Landauer gezeigt hat, sind logisch reversible Prozesse immer auch physikalisch reversibel (Landauersches Prinzip).
Insbesondere lässt sich zeigen, dass sich alle logischen Operationen als Verknüpfung von reversiblen Operationen darstellen lassen. Theoretisch lässt sich also auch mit reversibler Logik ein Computer bauen. Zudem existieren viele Publikationen von zum Teil namhaften Autoren, die Konzepte und Mechanismen zu diesem Thema behandeln. Trotzdem wird Reversible Computing bis heute nur zu Forschungszwecken verwendet.

## Nachteile
Da bei reversibler Logik keine Informationen vernichtet werden dürfen, müssen alle bei Berechnungen entstehenden zusätzlichen Bits (Zwischenergebnisse) gespeichert werden.

## Praktische Anwendung
Eine Umsetzung des Prinzips eines solchen Rechners wird bereits verfolgt. Vaire Computing, ein britisches Start-Up, arbeitet an einem klassischen Arithmetik-Prozessor, der zu Energie-Rückgewinnung auf der Basis des reversiblen Rechnens in der Lage sein soll. Der Prozessor verwendet herkömmliche CMOS-Logik.